# Ивакин, Алексей Геннадьевич
Алексе́й Генна́дьевич Ива́кин (13 августа 1973, Слободской, Кировская область — 18 августа 2020, Луганск) — российский писатель, работавший в жанрах исторического романа и военно-исторической фантастики, публицист.

## Биография
Родился в городе Слободском Кировской области, жил в Кирове.
По собственным словам, по образованию историк, психолог и религиовед.
В 1990-е работал педагогом на Областной станции туристов, увлекся поисковым делом. Активный участник поискового движения с 1996 года. Регулярно выезжал на раскопки с кировской поисковой организацией «Долг». В качестве её представителя принял участие в конференции «Общественные организации за защиту исторической правды о Второй мировой войне», организованной Советом Федерации РФ.
В августе 2012 года переехал в Одессу (Украина). С февраля 2014 активист Антимайдана, ветеран Куликова поля. В марте 2015 года был арестован СБУ и депортирован в Россию. С апреля 2015 по октябрь 2016 был под домашним арестом уже на территории РФ, затем уехал в Луганск. В феврале-июне 2017 в Кировске служил рядовым расчета ПТА 14 батальона «Призрак» Народной милиции ЛНР. С октября 2018 по октябрь 2019 командовал Ротой допризывной подготовки 4 бригады Народной Милиции ЛНР в «Призраке» (отряд «Волчата»).
Участник литературного форума «В вихре времён». Участвовал в коллективном проекте «7 дней» (книги выходят под коллективным псевдонимом Фёдор Вихрев). Лауреат литературной премии им. А. П. Чехова, национальной литературной премии «Серебряное перо Руси — 2014».
Скончался после тяжёлой продолжительной болезни 18 августа 2020 года. Похоронен на Верхнем Каменнобродском кладбище Луганска.

## Творчество
Первая изданная книга под названием «АнтиАнастасия. По ком звонят кедры» содержит резко негативную оценку движения движения «Звенящие кедры России» и вызвала недовольство со стороны его участников.
Несколько книг основано на осмыслении участия в поисковом движении.

## Награды и премии
- Литературная премия имени А. П. Чехова[8]
- Именные часы от генерал-майора Шаманова, командующего ВДВ России за книгу «Десантура — 1942»[6][9]
- Национальная литературная премия «Серебряное перо Руси — 2014» за рассказ «Приказа нет»[10]
- Медаль «За Боевые Заслуги», ЛНР

### Книги
1. Алексей Ивакин. АнтиАнастасия. — М.: Яуза, Пресском, 2005. — С. 320. — (Анти-Мулдашев). — 5000 экз. — ISBN 5-98083-048-0.
2. Алексей Ивакин. Мы погибнем вчера. — М.: Эксмо, Яуза, 2009. — С. 384. — (Военно-историческая фантастика). — 5000 экз. — ISBN 978-5-699-36562-3.
3. Алексей Ивакин. Десантура 1942. — М.: Яуза, Эксмо. — С. 320. — (Они сражались за Родину!). — 7000 экз. — ISBN 978-5-699-40937-2.
4. Алексей Ивакин, Олег Таругин. Штрафбат в космосе. — М.: Эксмо, 2011. — (Звёзды смерти). — 5000 экз. — ISBN 978-5-699-47343-4.
5. Олег Таругин, Алексей Ивакин. На взлёт идут штрафные батальоны. — М.: Эксмо — Яуза, 2011. — С. 320. — (Звёзды Смерти. Космический боевик). — 5000 экз. — ISBN 978-5-699-48013-5.
6. Алексей Ивакин. Прорвать блокаду! Адские высоты. — М.: Яуза, 2011. — С. 320. — (Они сражались за Родину!). — 4000 экз. — ISBN 978-5-699-51558-5.
7. Алексей Ивакин. «Тигры» на Красной площади. Вся наша СМЕРТЬ – игра. — М.: Яуза, 2012. — С. 320. — (Танкист из будущего. БронеФАНТАСТИКА). — 5000 экз. — ISBN 978-5-699-55497-3.

### Рассказы и повести в сборниках
В окопах времени (сборник). — Москва: Яуза, 2010. — 480 страниц — (Военно-историческая фантастика). — 5000 экз. — ISBN 978-5-699-40360-8
- Алексей Ивакин Могло бы быть
- Алексей Ивакин Русские вернулись!
- Алексей Ивакин Я живу в ту войну
- Алексей Ивакин, Андрей Русов И один в поле воин!

### Переиздания
1. Алексей Ивакин. Мы погибнем вчера. — М.: Эксмо, Яуза, 2010. — С. 384. — (Я из будущего). — 3000 экз. — ISBN 978-5-699-40557-2.
2. Алексей Ивакин. «Здесь начинается ад» — От Демянского «котла» до Синявинских высот (Десантура-1942; Прорвать Блокаду! Мы погибнем вчера). — М.: Эксмо, 2012. — С. 768. — (Война. Штрафбат. Лучшие бестселлеры). — 3000 экз. — ISBN 978-5-699-55224-5.

### Коллективные проекты
1. Фёдор Вихрев. Веду бой! 2012:Вторая Великая Отечественная. — Москва: Эксмо, 2011. — С. 416. — (Военно-историческая фантастика). — 8100 экз.
2. Фёдор Вихрев. Смертный бой. Триколор против свастики. — Москва: ЭКСМО, 2011. — С. 384. — (Военно-историческая фантастика). — 7100 экз.

### Аудиокниги
- 23 рассказа в аудиосборнике «Я живу в ту войну» (сборник рассказов современных авторов о Великой Отечественной войне) — 2011 — 3000 экз.